# Brendan Fraser
Brendan James Fraser (/ˈfreɪzər/ FRAY-zər; sinh ngày 3 tháng 12 năm 1968) là một diễn viên người Mỹ-Canada. Anh đóng vai Rick O'Connell trong bộ ba The Mummy (1999–2008),  và đã đóng vai chính trong nhiều bộ phim hài và giả tưởng, bao gồm Encino Man (1992), Airheads (1994), George of the Jungle (1997), Dudley Do-Right (1999), Monkeybone (2001), Journey to the Center of the Earth (2008), Inkheart (2008), và Furry Vengeance (2010). Fraser lấn sân sang điện ảnh kịch tính với các vai diễn trong School Ties (1992), With Honors (1994), The Passion of Darkly Noon (1995), Mrs. Winterbourne (1996), Gods and Monsters (1998), Crash (2004), Journey to the End of the Night (2006), và Gimme Shelter (2013).
Ngoài đóng phim, Fraser đã có những vai diễn thành công trên truyền hình, bao gồm trong miniseries Texas Rising (2015), loạt phim truyền hình Showtime The Affair (2016–2017), loạt phim tuyển tập FX Trust (2018), loạt phim Epix Condor (2018), và loạt phim hành động DC Universe / HBO Max Doom Patrol (2019–nay).

## Tiểu sử
Fraser sinh ở Indianapolis, Indiana, là con trai của một gia đình người Canada, mẹ là Carol, một nhân viên tư vấn bán hàng, và cha là Peter Fraser, cựu phóng viên người đã làm việc với tư cách là một Canadian foreign service officer cho Cơ quan Du lịch của Chính phủ, Fraser có ba người anh: Kevin, Regan và Sean. Gia đình Brendan đã chuyển qua nhiều nơi khi anh còn nhỏ, như là Eureka, California, Seattle, Ottawa, Hà Lan và Thụy Sĩ. Fraser đã từng ở khu nội trú dành cho nam sinh của trường Upper Canada College, Toronto. Trong kỳ nghỉ hè ở London, Fraser đã tham gia vai diễn kịch chuyên nghiệp đầu tiên của mình ở Nhà hát West End. Sau khi tốt nghiệp Cornish College of the Arts của Seattle năm 1990 Brendan bắt đầu diễn trong các vở kịch nhỏ ở New York. Brendan dự tính sẽ khởi nghiệp ở Texas nhưng đã dừng lại ở Hollywood khi đang hành trình về phía Nam và quyết định ở lại Los Angeles và tham gia đóng phim.
Họ của Brendan chính xác là "Fray-zer," mặc dù đôi khi được phát âm là "Frasier" (như trong nhân vật truyền hình của Kelsey Grammer). Cách phát âm chính xác họ của Brendan là trong một chương trình hài hước có tên Dickie Roberts: Former Child Star, mà trong đó họ của nhân vật được phát âm như là "Freh-rah-szzure". Tổ tiên của Brendan mang rất nhiều dòng máu khác nhau như Ailen, Scotland, Đức, Séc, và Pháp - Canada.

## Sự nghiệp
Bộ phim đầu tiên của Fraser là một vai ngắn trong America's Most Wanted reenactment (1988), đóng vai một người bạn của nạn nhân kẻ giết người Rodney Mark Peterson. Anh xuất hiện trong hơn 30 bộ phim. Anh đã có vai chính đầu tiên của mình Encino Man (1992). Cùng năm đó, anh sánh vai diễn cùng với Matt Damon, Ben Affleck, và Chris O'Donnell trong phim School Ties. Năm 1994, anh cùng đóng vai chính với Steve Buscemi và Adam Sandler trong một bộ phim hài Airheads along with playing Steve Nebraska in the movie The Scout and Montgomery "Monty" Kessler in With Honors. He went on to play supporting roles such as starring alongside Viggo Mortensen và Ashley Judd in Philip Ridley's The Passion of Darkly Noon (1995) and Jennifer Beals in The Twilight of the Golds (1997).
Anh có bước đột phá lớn với phim hài George of the Jungle (1997). Anh tiếp tục xuất hiện trong một số phim hài như Blast from the Past (1999), Bedazzled (2000) và Monkeybone (2001). Anh đã đóng vai chính trong hai bộ phim dựa trên sự sáng tạo của Jay Ward, George of the Jungle và Dudley Do-Right mặc dù anh đã không tiếp tục diễn trong phần tiếp theo của George of the Jungle 2.
Fraser đóng vai trò đáng kể trong Gods and Monsters (1998), cùng với Ian McKellen và The Quiet American (2002) cùng với Michael Caine. Gods and Monsters được dựa trên câu chuyện có thật về nhà làm phim James Whale (McKellen), người thực hiện bộ phim Frankenstein. Bộ phim được viết và đạo diễn bởi Bill Condon (Dreamgirls) là một câu chuyện về việc đánh mất óc sáng tạo, sự không rõ ràng về giới tính and unlikely bonds giữa người làm vườn có xu hướng tình dục khác giới (Fraser đóng) và nhà làm phim có xu hướng tình dục đồng giới bị tra tấn và đau yếu.
Thành công thương mại lớn nhất của anh đến với bộ phim phiêu lưu hành động (cùng diễn với nữ diễn viên Rachel Weisz) The Mummy (1999) và phần tiếp theo The Mummy Returns (2001), cả hai đều cực kỳ thành công tại các phòng vé.
Năm 2004, anh được đề cử và đã giành được giải Academy Award-với phim Crash. Anh cũng xuất hiện với tư cách khách mời trong chương trình truyền hình Scrubs, King of the Hill, và The Simpsons.
Trong tháng 3 năm 2006, Anh được giới thiệu vào Canada's Walk of Fame, diễn viên sinh ra ở Mỹ đầu tiên nhận được vinh dự này. Tuy nhiên, năm 2008, Anh không có được ngôi sao trên Đại lộ danh vọng Hollywood. Sau sáu năm gián đoạn do chuyển nhương bản quyền, Fraser trở lại cho phần tiếp theo thứ hai của phim The Mummy phát hành vào tháng 8 năm 2008 và có tựa đề The Mummy: Tomb of the Dragon Emperor. phim bắt đầu quay tại Montreal vào ngày 27 tháng 7 năm 2007 và cùng đóng vai chính là Jet Li trong vai Emperor Han. Các phim còn lại cùng ra mắt trong năm 2008 thuộc thể loại 3D, phim được phóng tác từ tác phẩm cùng tên của nhà văn Jules Verne's Journey to the Centre of the Earth và bộ phim giả tưởng Inkheart (được lựa chọn vào vai diễn bởi tác giả của cuốn tiểu thuyết Cornelia Funke). Trong năm 2010, ông đóng vai chính trong bộ phim Extraordinary Measures cùng với Harrison Ford.

## Cuộc sống riêng tư
Fraser đã gặp nữ diễn viên Afton Smith trong khi tham dự một bữa tiệc thịt nướng tại nhà của nữ diễn viên Winona Ryder vào ngày 4 tháng 7 năm 1993, sau khi tới Los Angeles. Fraser kết hôn với Smith ngày 27 tháng 9 năm 1998 và có với nhau ba con trai là: 
- Griffin Arthur Fraser [8] sinh ngày 17 tháng 9 năm 2002.
- Holden Fletcher Fraser sinh ngày 16 tháng 8 năm 2004.
- Leland Francis Fraser sinh ngày 02 tháng 5 năm 2006.

Vào ngày 27 tháng 12 năm 2007, Fraser đã chính thức thông báo công khai về quyết định ly dị của anh và Smith. Hiện tại anh đang sống tại Greenwich, Connecticut.
Anh thông thạo tiếng Pháp. Fraser cũng làm việc trong Hội đồng quản trị của FilmAid International.
Fraser là cũng từng là một nhiếp ảnh gia nghiệp dư. Anh ấy đã từng vài lần dùng Polaroids trên phim và trên chương trình truyền hình, đáng chú ý nhất là vai trò khách mời của anh trên Scrubs. Ở lần xuất hiện đầu tiên anh đã dùng máy ảnh bỏ túi (có thể là kiểu Model 450); Và trong lần xuất hiện thứ hai, anh đã dùng Holga với Polaroid back, kiểu Japanese-only. Quyển sách "Collector's Guide to Instant Cameras" có sự đóng góp của Fraser.

## Các phim tham gia
| Năm  | Tên phim                              | Vai diễn                                                    | Ghi chú |
| ---- | ------------------------------------- | ----------------------------------------------------------- | --- |
| 1991 | Dogfight                              | Sailor #1                                                   | |
| 1992 | Encino Man                            | Link                                                        | |
| 1992 | School Ties                           | David Greene                                                | |
| 1993 | Twenty Bucks                          | Sam Mastrewski                                              | |
| 1993 | Younger and Younger                   | Winston Younger                                             | |
| 1994 | With Honors                           | Montgomery 'Monty' Kessler                                  | |
| 1994 | Airheads                              | Chester 'Chazz' Darvey                                      | |
| 1994 | In the Army Now                       | Link                                                        | |
| 1994 | The Scout                             | Steve Nebraska                                              | |
| 1995 | The Passion of Darkly Noon            | Darkly Noon                                                 | |
| 1995 | Now and Then                          | Vietnam veteran                                             | Không được ghi danh                                                                                                |
| 1996 | Brain Candy                           | Placebo patient                                             | Vai diễn khách mời (không được ghi danh)                                                                           |
| 1996 | Mrs. Winterbourne                     | Bill/Hugh Winterbourne                                      | |
| 1996 | Glory Daze                            | Doug                                                        | |
| 1997 | George of the Jungle                  | George                                                      | |
| 1997 | The Twilight of the Golds             | David Gold                                                  | |
| 1997 | Still Breathing                       | Fletcher McBracken                                          | |
| 1998 | Gods and Monsters                     | Clayton Boone                                               | Đề cử - Chlotrudis Award for Best Supporting Actor                                                                 |
| 1999 | Blast from the Past                   | Adam Webber                                                 | |
| 1999 | The Mummy                             | Richard 'Rick' O'Connell                                    | |
| 1999 | Dudley Do-Right                       | Dudley Do-Right                                             | |
| 2000 | Bedazzled                             | Elliot Richards / Jefe / Mary                               | |
| 2000 | Sinbad: Beyond the Veil of Mists      | Sinbad                                                      | Lồng tiếng |
| 2001 | Monkeybone                            | Stu Miley                                                   | |
| 2001 | The Mummy Returns                     | Richard 'Rick' O'Connell                                    | |
| 2002 | The Quiet American                    | Alden Pyle                                                  | |
| 2003 | Dickie Roberts: Former Child Star     | Himself                                                     | Không được ghi danh                                                                                                |
| 2003 | Looney Tunes: Back in Action          | DJ Drake / Himself / Voice of Tasmanian Devil and She-Devil | |
| 2004 | Crash                                 | Rick Cabot                                                  | Screen Actors Guild Award for Outstanding Performance by a Cast in a Motion Picture Giải Black Reel– Best Ensemble |
| 2005 | Beach Bunny                           | Beach bum                                                   | Lồng tiếng |
| 2006 | Journey to the End of the Night       | Paul                                                        | |
| 2006 | The Last Time                         | Jamie                                                       | |
| 2007 | The Air I Breathe                     | Pleasure                                                    | |
| 2008 | Journey to the Center of the Earth    | Prof. Trevor Anderson                                       | |
| 2008 | The Mummy: Tomb of the Dragon Emperor | Richard 'Rick' O'Connell                                    | |
| 2009 | Inkheart                              | Mortimer Folchart                                           | |
| 2009 | G.I. Joe: The Rise of Cobra           | Sgt. Stone                                                  | Vai diễn khách mời                                                                                                 |
| 2010 | Extraordinary Measures                | John Crowley                                                | |
| 2010 | Furry Vengeance                       | Dan Sanders                                                 | |
| 2011 | Whole Lotta Sole                      | Joe Maguire                                                 | |
| 2012 | Gimme Shelter                         | Jack, Apple's Dad                                           | Filming |
| 2012 | Escape from Planet Earth              | Scorch Supernova                                            | Voice - filming |
| 2019 | Doom Patrol                           | Cliff Steele (Robotman)                                     | Diễn viên lồng tiếng, có vài tập tham gia diễn xuất.                                                               |
| 2022 | The Whale                             | Charlie                                                     | |

## Đọc lời thoại
- Dragon Rider (2004)
- Inkspell (2005)